# Le Regard des autres
Pour plus de détails, voir Fiche technique et Distribution.
Le Regard des autres est film français réalisé par Fernando Solanas et sorti en 1980. 

## Synopsis
Rencontre de vingt-quatre personnes handicapées, la plupart non handicapées de naissance.

## Fiche technique
Source : Imdb
- Titre : Le Regard des autres
- Réalisation : Fernando Solanas
- Scénario : Fernando Solanas
- Photographie : Fernando Solanas
- Montage : Jacqueline Meppiel et Catherine Renault
- Son : Maurice Ribière
- Production : Conservatoire national des arts et métiers - Laboratoire de recherche Brigitte Frybourg
- Pays de production :  France
- Durée : 100 minutes
- Date de sortie : France - mai 1980 (Festival de Cannes)

## Sélections
- Festival de Cannes 1980 (« Perspectives du cinéma français »)[1],[2]
- Festival de Mannheim 1980[3]

## Accueil critique
Pour Louis Marcorelles (Le Monde), « Le Regard des autres est bien l'œuvre du même cinéaste progressiste, au sens le plus fort, le plus généreux, le plus pénétrant. Dur par moments, aux limites de l'insupportable dans ce qu'il nous demande d'affronter, Le Regard des autres interroge d'abord la société, et le simple spectateur, avec une franchise gênante ».